# قائمة بكبار مؤرخي مملكة أراغون
أُنشئ لقب كبير المؤرخين لمملكة أراغون في عهد فرديناند الثاني في محاكم أراغون في عام 1495، بناءً على طلب رئيس أساقفة سرقسطة [الإنجليزية]، ألونسو دي أراغون [الإنجليزية] . وهكذا، على الرغم من معرفة أسماء المؤرخين السابقين، إلا أن أولئك الذين عُينوا رسميًا على هذا النحو من كورتيس أراغون [الإنجليزية] هم فقط المدرجون هنا.
| الفترة      | كبير مؤرخي مملكة أراغون                                | الأعمال المميزة |
| ----------- | ------------------------------------------------------ | --- |
| 1548 - 1580 | جيرونيمو زوريتا (1512-1580)                            | حوليات تاج أراغون. |
| 1581 - 1590 | جيروم دي بلانكاس (حوالي 1530/40-1590)                  | تعليقات على شؤون أراغون. |
| 1590 - 1597 | خوان كوستا إي بلتران (1550-1597)                       | حوليات مملكة أراغون (المدمرة) وكتاب "حول كتابة التاريخ".                                                                                  |
| 1597 - 1608 | جيروم مارتيل (حوالي 1553-حوالي 1641)                   | حوليات مملكة أراغون (المدمرة) وشكل عقد الكورتيس في أراغون.                                                                                |
| 1608 - 1613 | لوبيرسيو ليوناردو دي أرجنسولا (1559-1613)              | معلومات عن الأحداث في مملكة أراغون في عامي 1590 و 1591.                                                                                   |
| 1613 - 1614 | بارتولومي يورينتي إي غارسيا (1540-1614)                | تاريخ مكتوب بخط اليد لتأسيس سيدة بيلار.                                                                                                   |
| 1614        | فرانسيسكو دياجو (1562-1615)                            | تاريخ حياة ومعجزات ووفاة وتلاميذ القديس فنسنت فيرير (1600). حكايات عن أقدم كونتات برشلونة المنتصرة (1603). حوليات مملكة فالنسيا (1613).   |
| 1615 - 1631 | بارتولومي ليوناردو دي أرجنسولا (1562-1631)             | الجزء الأول من حوليات أراغون (الذي واصل حوليات زوريتا ويغطي عهد شارل الخامس بين عامي 1516 و1520).                                         |
| 1631 - 1647 | فرانسيسكو خيمينيز دي أوريا (1589-1647)                 | الجزء الثاني من حوليات أراغون (عهد شارل الخامس بين عامي 1521 و1525) (غير منشور). علم نسب كونتات أراغون.                                   |
| 1647 - 1653 | خوان فرانسيسكو أندريس دي أوستاروز (1606-1653)          | تكملة غير منشورة لكتاب "حوليات أراغون"، و"تقدم التاريخ في مملكة أراغون"، و"مديح دون جيرونيمو زوريتا".                                     |
| 1653 - 1669 | فرانسيسكو دييغو دي ساياس إي أورتوبيا (حوالي 1598-1680) | نصب تذكاري لمملكة أراغون، وسجلات أراغون من عام 1520 إلى عام 1525، وتعليقات تاريخية "على حياة وأحداث عهد السيد فيليب الرابع" (غير منشورة). |
| 1669 - 1677 | خوان خوسيه بورتر إي كاساناتي (حوالي 1610-1677)         | حوليات مملكة أراغون. |
| 1677 - 1703 | دييغو خوسيه دورمر (1649-1705)                          | الكتاب الأول من حوليات تاج أراغون في عهد فيليب الثالث.                                                                                    |
| 1703 - 1705 | خوسيه لوبيرسيو بانزانو (1656-1705)                     | حوليات أراغون (من 1540 إلى 1558). |
| 1705 - 1711 | بيدرو ميغيل سامبير (1647-1711)                         | رسالة في إخلاص مملكة أراغون لجلالته. |

## مؤرخون عابرون أو استثنائيون
| فترة | كبير مؤرخي مملكة أراغون                   | الأعمال المميزة                                                                  |
| ---- | ----------------------------------------- | -------------------------------------------------------------------------------- |
| 1641 | جوزيف بيليسر من أوساو (1602-1679)         | حوليات الملكية الإسبانية بعد خسارتها .                                           |
| 1661 | ميغيل رامون زاباتر (1628-1674)            | (تم تعيينه على أساس استثنائي). حوليات تاج ومملكة أراغون .                        |
| 1661 | خوسيه بوجول إي فيليس (1628-1674)          | وحي عقل الدولة .                                                                 |
| 1664 | خوسيه فرنانديز (1617-1674)                | (تم تعيينه على أساس استثنائي). الحياة الرسولية والتوبة للأب الموقر بيدرو كلافر . |
| 1686 | دومينغو لا ريبا (1622-1696)               | الدفاع التاريخي عن قدم مملكة سوبراربي .                                          |
| ؟؟   | فيليكس لوسيو إسبينوزا إي مالو (1646-1691) | تصريحات وتحذيرات سياسية وأخلاقية .                                               |
| ؟؟   | دييغو فيسينسيو دي فيدانيا (1644-1732)     | أطروحة تاريخية .                                                                 |

## روابط خارجية
- «جيرونيمو زوريتا وعصره» ، وثائق وأرشيفات أراغون (دارا، الأخبار رقم 11، ديسمبر 2012).
- "Los cronistas de Aragón". Documentos y Archivos de Aragón (DARA). اطلع عليه بتاريخ 1 de diciembre de 2012. {{استشهاد ويب}}: تحقق من التاريخ في: |تاريخ-الوصول= (مساعدة)